# Lorenz Clasen
Lorenz Clasen (né le 14 décembre 1812 à Düsseldorf, mort le 31 mai 1899 à Leipzig) est un peintre prussien.

## Biographie

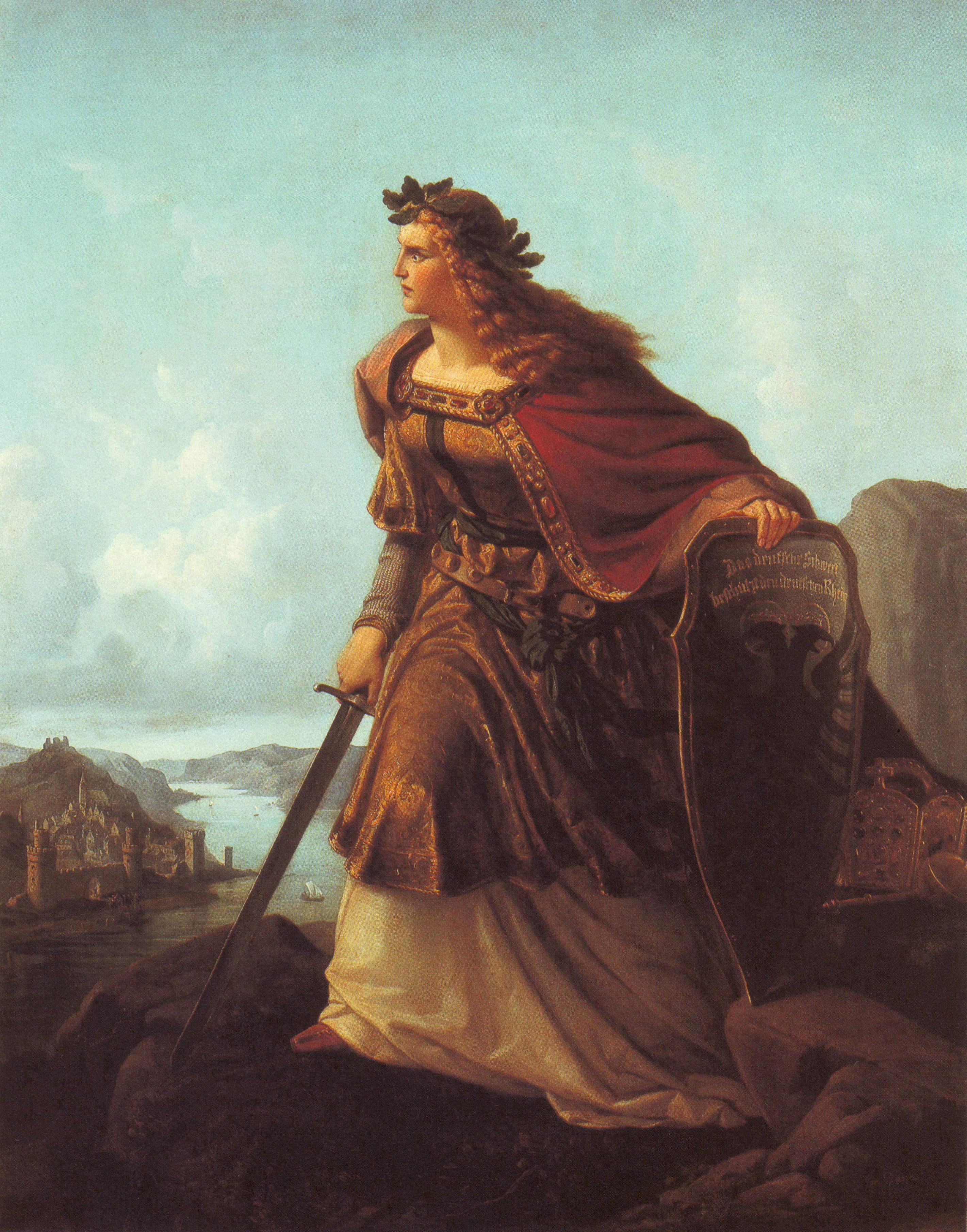
Germania gardant le Rhin, 1860.

Après avoir fait des études de droit à l'université de Bonn suivant la volonté de son père, il s'inscrit en 1829 à l'académie des beaux-arts de Düsseldorf. En plus de la peinture, il travaille comme critique d'art pour des journaux de Düsseldorf et étrangers. En 1842, il devient professeur pour Maximilian zu Wied-Neuwied. Il fait des fresques dans le hall de l'hôtel de ville d'Elberfeld.
De 1847 à 1849, il est rédacteur en chef de Düsseldorfer Monathefte. Pendant la révolution de mars, Clasen est commandeur adjoint de la Bürgerwehr à Düsseldorf. Lorsque le chef, Lorenz Cantador (de), démissionne le 19 août 1848, Clasen lui succède.
Il va ensuite à Berlin puis s'installe à Leipzig au début des années 1850.
L'œuvre la plus connue de Lorenz Clasen est Germania gardant le Rhin qui devient populaire dans les années 1870 en même temps que la chanson Die Wacht am Rhein.